# 新疆医科大学
新疆医科大学（英語: Xinjiang Medical University）は、新疆ウイグル自治区ウルムチ市に本部を置く中華人民共和国の公立大学。1956年創立、1998年大学設置。創立から60年の間、新疆医科大学は、中国各地の行政の長のみならず、中国共産党の指導層からも注目を集めてきた。5万人以上の学生が新疆医科大学を卒業している。医学・経営学・外国語の3分野をカバーし、学部には25、院には17の専攻がある。

## 歴史
新疆医科大学は、前身の新疆医科単科大学に、漢方医学部を加える形で設立された。
新疆医科単科大学は、毛沢東総書記と周恩来首相(ともに当時)によって、ソ連の援助による第一次五ヶ年計画の重要事業として設立された。

## 学生
学部生:13,000人
院生:2,039人

## 教員
1,520人の常勤講師がいる。(併設する病院の医師を含む)
内訳は、119人の教授、500人の准教授、63人のdoctor advisors、425人のShuodao、52人の中国政府からの派遣、14人の自治政府からの派遣、2人の中国衛生部からの派遣